# Electrophorus voltai
La anguila eléctrica de Volta (Electrophorus voltai) es una de las especies que integran el género de peces de agua dulce Electrophorus, ubicado en la familia de los gimnótidos. Habita en aguas cálidas del norte de Sudamérica. Este pez puede producir potentes descargas eléctricas.

## Taxonomía
Descripción original
Esta especie fue descrita originalmente en el año 2019 por los ictiólogos Carlos David De Santana, Wolmar B. Wosiacki, William G. R. Crampton, Mark H. Sabaj, Casey B. Dillman, Natália Castro e Castro, Douglas A. Bastos y Richard P. Vari.
Localidad tipo
La localidad tipo referida es: “río Ipitinga, Almerim, estado de Pará, Brasil”.
Holotipo
El ejemplar holotipo designado es el catalogado como: MPEG 15529; se trata de un espécimen adulto el cual midió 1290 mm de longitud estándar. Se encuentra depositado en la colección de ictiología del Museo Paraense Emílio Goeldi, institución de investigación de la región amazónica, ubicado en Belém, estado de Pará, Brasil.
Etimología
Etimológicamente, el término genérico Electrophorus se construye con palabras en el idioma griego, en donde: elektron significa ‘ámbar’ y pherein es ‘llevar’.
El epíteto específico voltai es un epónimo que refiere al apellido de la persona a quien fue dedicada, Alessandro Giuseppe Antonio Anastasio Volta, un investigador italiano de la electricidad.

## Historia taxonómica
Tradicionalmente, y durante dos siglos y medio, se creyó que había una sola especie de anguila eléctrica, Electrophorus electricus, la cual había sido descrita en el año 1766 por el célebre naturalista sueco Carlos Linneo. Esta hipótesis nunca había sido puesta a prueba, a pesar de la importancia de estos peces en múltiples campos de la ciencia, gracias a su capacidad para generar fuertes descargas eléctricas. 
En el año 2019, un equipo compuesto por los investigadores Carlos David de Santana, William G. R. Crampton, Casey B. Dillman, Renata G. Frederico, Mark H. Sabaj, Raphaël Covain, Jonathan Ready, Jansen Zuanon, Renildo R. de Oliveira, Raimundo N. Mendes-Júnior, Douglas A. Bastos, Tulio F. Teixeira, Jan Mol, Willian Ohara, Natália Castro e Castro, Luiz A. Peixoto, Cleusa Nagamachi, Leandro Sousa, Luciano F. A. Montag, Frank Ribeiro, Joseph C. Waddell, Nivaldo M. Piorsky, Richard P. Vari y Wolmar B. Wosiacki, encontró una abrumadora cantidad de datos genéticos, morfológicos y ecológicos que indicaban la existencia de tres linajes, los cuales habían divergido durante el Mioceno y el Plioceno, por lo que se describió a los dos que carecían de denominación formal, una de ellas fue E. voltai, mientras que la restante fue E. varii.

## Características
Es un pez de cuerpo alargado (anguiliforme), que alcanza los 171 cm de longitud estándar.
El rasgo más llamativo es el producir potentes descargas eléctricas, tanto para atontar a sus presas como para repeler ataques de predadores. En esta especie se han registrado descargas de 860 voltios, lo que lo convierte en el generador viviente más poderoso de bioelectricidad.
Los órganos eléctricos están ubicados en la zona craneal. Pueden ser agrupados en dos conjuntos: los de bajo voltaje (órgano de Sachs/órgano posterior de Hunter) y los de alto voltaje (órgano principal/órgano anterior de Hunter) con una forma de onda monofásica de cabeza positiva. Los órganos eléctricos de bajo voltaje en esta especie tienen una duración de 1,72 ms, mientras que los órganos eléctricos de alto voltaje llegan a desarrollar 860 V.

## Distribución geográfica y hábitat
Esta especie se distribuye en cursos fluviales de aguas cálidas de la región septentrional de Sudamérica. Habita en la cuenca del Amazonas de Brasil, en ríos del escudo brasileño que fluyen generalmente hacia el norte y en ríos del escudo guayanés que fluyen hacia el sur. Vive en aguas con buena oxigenación, con niveles de conductividad bajos, con lechos de rocas y con presencia de rápidos y cascadas. Su cráneo deprimido puede ser una especialización morfológica, estando adaptado a alimentarse en sustratos rocosos y ofrecer menos resistencia a los fuertes flujos de las corrientes. E. voltai y E. varii coexisten en algunos ríos del escudo guayanés.